# Judson C. Welliver
Judson Churchill Welliver (* 13. August 1870 in Aledo, Illinois; † 14. April 1943)  ein US-amerikanischer Journalist und Kommunikationsmanager. Er gilt als erster präsidialer Redenschreiber im Weißen Haus.

## Leben
Judson C. Welliver wurde am 13. August 1870 als Sohn von Morrison und Alpha Harroum Welliver in Aledo, Illinois, geboren. Er besuchte öffentliche Schulen in Fort Dodge, Iowa, ausgebildet und besuchte das private Cornell College in Mount Vernon, Iowa. Welliver heiratete Jane Douglas Hutchins am 3. Juli 1899 und hatte drei Kinder – Edward M., Allan J, Sarah H. und Jane Douglas. Welliver arbeitete als Journalist für den Sioux City Journal, den Sioux City Tribune, den Des Moines Leader. Später war er Redakteur im Politikressort der Washington Post und schrieb auch Kommentare für die Zeitung. 1907 wurde Welliver von Präsident Theodore Roosevelt nach Europa geschickt, um einen Bericht über die europäischen Wasserwege und die Eisenbahnnetzen sowie über das britische Gesellschaftsrecht zu schreiben, der im Folgejahr veröffentlicht wurde. Von 1917 bis 1918 war er während des Ersten Weltkriegs Korrespondent der New York Sun in London. Welliver leitete die Öffentlichkeitsarbeit für Warren G. Harding in der Präsidentschaftswahl 1920 und wurde nach dessen Wahl am 4. März 1921 zum Literary Clerk des Präsidenten ernannt und fungierte in dieser Funktion praktisch als erster Redenschreiber eines US-Präsidenten. Nach Hardings Tod am 2. August 1923 behielt er sein Amt auch unter dessen Nachfolger Calvin Coolidge. Am 1. November 1925 trat Welliver zurück, um beim American Petroleum Institute Direktor für die Öffentlichkeitsarbeit zu werden. Nach zwei Jahren verließ er die Position und war 1928 Redakteur beim Washington Herald. Von 1928 bis 1931 war Welliver Assistent des Präsidenten der Pullman Palace Car Company. Später war er noch Direktor der Öffentlichkeitsarbeit bei der Sun Company. Judson C. Welliver verstarb am 14. April 1943 im Alter von 72 Jahren. Er war Mitglied des National Press Club in Washington D.C. und Mitglied des Pen & Pencil Club in Philadelphia. Die Judson Welliver Society, eine Vereinigung ehemaliger Redenschreiber der US-Präsidenten, wurde nach ihm benannt.